# Peter Gänsler
Peter Gänsler (Rottweil, 5 maart 1963) is een Duits voormalig professioneel wielrenner. Hij reed voor onder meer Buckler en Team Deutsche Telekom.
Hij won geen enkele professionele wedstrijd.

## Resultaten in voornaamste wedstrijden
| Jaar | Luik-Bast.‑Luik | Ronde van Lombardije |
| ---- | --------------- | -------------------- |
| 1989 | 100e            | 60e                  |